# Donji Bučumet
Donji Bučumet (en serbe cyrillique : Доњи Бучумет) est un village de Serbie situé dans la municipalité de Medveđa, district de Jablanica. Au recensement de 2011, il comptait 164 habitants.

## Démographie
| 1948 | 1953 | 1961 | 1971 | 1981 | 1991 | 2002 | 2011 |
| ---- | ---- | ---- | ---- | ---- | ---- | ---- | ---- |
| 616  | 572  | 495  | 390  | 339  | 279  | 186  | 164  |

|  |